# Малий Врх (Шмартно-об-Пакі)
Малий Врх (словен. Mali Vrh) — поселення в общині Шмартно-об-Пакі, Савинський регіон, Словенія. Висота над рівнем моря: 375,3 м.